# Virgilio Noè
Virgilio Noè (Zelata, 30 marzo 1922 – Roma, 24 luglio 2011) è stato un cardinale e arcivescovo cattolico italiano.

## Biografia

### Formazione e ministero sacerdotale
Studiò al seminario di Pavia e successivamente alla Pontificia Università Gregoriana, dove ottenne il dottorato in storia della Chiesa nel 1952, con la tesi La politica religiosa dei re longobardi.
Fu ordinato presbitero il 1º ottobre 1944 dal vescovo di Pavia Carlo Allorio. Fu quindi parroco della chiesa di San Salvatore in Pavia e fondò un'associazione per i giovani, basata soprattutto sulla partecipazione alla liturgia.
Tornato a Pavia dopo gli studi alla Gregoriana, fu docente di Storia Ecclesiastica, Patrologia, Liturgia e Storia dell'Arte nei seminari di Pavia e Tortona. Dal 1964 al 1969 fu segretario del Centro di Azione Liturgica e fu docente di Arte Sacra presso il Pontificio Istituto Liturgico Sant'Anselmo di Roma, direttore della rivista "Liturgia" e membro del comitato per la revisione delle cerimonie liturgiche pontificie. Dal 1966 al 1968 fu anche vicerettore del Seminario Lombardo dei Santi Ambrogio e Carlo a Roma.
Il 9 maggio 1969 fu nominato sottosegretario della Congregazione per il culto divino, incarico che mantenne fino al 21 ottobre 1977, quando divenne segretario aggiunto.
Svolse il ruolo di maestro delle celebrazioni liturgiche pontificie dal 9 gennaio 1970 al 6 marzo 1982, durante i pontificati di Paolo VI, Giovanni Paolo I e Giovanni Paolo II.
Sempre nel 1970 divenne cappellano della Gendarmeria pontificia.

### Ministero episcopale e cardinalato
Il 30 gennaio 1982 fu nominato arcivescovo titolare di Voncaria e segretario della Congregazione per i sacramenti e il culto divino. Il 6 marzo successivo ricevette l'ordinazione episcopale, nella basilica di San Pietro in Vaticano, da papa Giovanni Paolo II.
Fu coadiutore dell'arciprete della Basilica Vaticana, il cardinale Aurelio Sabattani, e delegato della Fabbrica di San Pietro dal 15 maggio 1989; il 24 maggio seguente fu nominato anche presidente della Commissione permanente per la tutela dei monumenti storici e artistici della Santa Sede.
Papa Giovanni Paolo II lo creò cardinale nel concistoro del 28 giugno 1991 affidandogli la diaconia di San Giovanni Bosco in via Tuscolana.
Il 1º luglio 1991 fu nominato presidente della Fabbrica di San Pietro, arciprete della basilica di San Pietro in Vaticano e vicario generale di Sua Santità per la Città del Vaticano, incarichi che mantenne fino al 24 aprile 2002 quando si dimise per raggiunti limiti d'età.
Nel settembre 1993 divenne presidente della Commissione cardinalizia per i pontifici santuari di Pompei, Loreto e Bari.
Il 26 febbraio 2002 optò per l'ordine dei cardinali presbiteri e per il titolo della Regina Apostolorum.
Morì a Roma all'età di 89 anni il 24 luglio 2011. Le esequie si sono tenute il 26 luglio alle ore 10 all'altare della Cattedra della basilica di San Pietro in Vaticano. La liturgia esequiale è stata celebrata dal cardinale Angelo Sodano, decano del collegio cardinalizio. La salma è stata poi sepolta nella cappella del Capitolo Vaticano nel cimitero del Verano.

## Genealogia episcopale
La genealogia episcopale è:
- Cardinale Scipione Rebiba
- Cardinale Giulio Antonio Santori
- Cardinale Girolamo Bernerio, O.P.
- Arcivescovo Galeazzo Sanvitale
- Cardinale Ludovico Ludovisi
- Cardinale Luigi Caetani
- Cardinale Ulderico Carpegna
- Cardinale Paluzzo Paluzzi Altieri degli Albertoni
- Papa Benedetto XIII
- Papa Benedetto XIV
- Papa Clemente XIII
- Cardinale Enrico Benedetto Stuart
- Papa Leone XII
- Cardinale Chiarissimo Falconieri Mellini
- Cardinale Camillo Di Pietro
- Cardinale Mieczysław Halka Ledóchowski
- Cardinale Jan Maurycy Paweł Puzyna de Kosielsko
- Arcivescovo Józef Bilczewski
- Arcivescovo Bolesław Twardowski
- Arcivescovo Eugeniusz Baziak
- Papa Giovanni Paolo II
- Cardinale Virgilio Noè